# Thomas Loudon
Thomas Richardson Loudon (Toronto, Ontario, 1 de desembre de 1883 - Toronto, 6 de gener de 1968) va ser un remer canadenc que va competir a principis del segle xx.
El 1904 va prendre part en els Jocs Olímpics de Saint Louis, on va guanyar la medalla de plata en la prova de vuit amb timoner del programa de rem.